# 三重県道22号伊勢南島線
三重県道22号伊勢南島線（みえけんどう22ごう いせなんとうせん）は、三重県伊勢市から南伊勢町に至る県道（主要地方道）である。

## 概要
伊勢市と南伊勢町（旧南島町）を結ぶ幹線道路である。大部分を三重交通の路線バスが通過する。
国道23号から伊勢市の文教地区である倉田山を通り、市街地に進入する。中島から宮川沿いを行き、度会町に至る。
宮川の支流一之瀬川沿いの山中を、度会町の各地区を連絡しながら進み、度会町と南伊勢町の境である野見坂を越えて、国道260号に接続する。

### 路線データ
2016年（平成28年）4月1日現在。
- 起点：伊勢市黒瀬町字桜木1235番1[1][5]（黒瀬町交差点）
- 終点：度会郡南伊勢町道方字秋ノ田1318番地先[1][5]
- 総延長：34.8533km[1]
- 実延長：33.8114 km[1]
- 重用延長：1.0419 km[1]
  -     -       - 重複区間：三重県道37号鳥羽松阪線（御幸道路）：伊勢市神田久志本町「消防署前」交差点 - 本町「外宮北」交差点
- 橋梁：30本（総延長：608.1m）[1]
- トンネル：2本（総延長：1.9800 km）[1]

## 歴史
かつて南島街道と呼ばれていた道路であり、1888年（明治21年）3月に三重県庁へ工事の県費補助の申請が出され、道路に対して2894円55銭、橋梁に対して11円98銭2厘の補助を得て、1890年（明治23年）に宇治山田吉津線として工事は竣工した。1901年（明治34年）になると、野見坂に隧道（トンネル）を通そうとする計画が持ち上がる。この時、地元ではトンネルの建設費を開通後、トンネルに通行税をかけてまかなおうとしたが、三重県から認められず、トンネル計画は頓挫してしまう。1920年（大正9年）には三重県議会で「30ヶ年道路改良計画」に野見坂隧道が含められることになったが、これも実際の着工を見なかった。
事業は、御木本幸吉が5,000円を寄付したことによって動き出す。この5,000円を原資に三重県へ働きかけ、1926年（大正15年）9月13日にようやく起工した。工事は鹿町組が施工し、工費30余万円をもって1928年（昭和3年）7月に野見坂隧道は開通した。この出来事を『南島町史』は「南島町の夜明けに等しい」と記述している。
1959年（昭和34年）1月25日に三重県道51号宇治山田吉津線が廃止される代わりに、三重県道108号伊勢南島線が指定され、1972年（昭和47年）三重県道22号伊勢南島線に改められた。

### 年表
- 1964年（昭和39年）12月28日 - 建設省から、県道伊勢南島線が伊勢南島線として主要地方道に指定される。これに基き三重県が1965年に路線認定。
- 1993年5月11日、主要地方道に再認定[11]、1994年4月1日に再指定を認定。
- 2009年（平成21年）3月19日 - 伊勢市津村町から同市円座町間の津村バイパス（約950メートル）が開通[12]。

## 路線状況

### 別名
- 南島街道（伊勢市、南伊勢町）

### 主な道路構造物

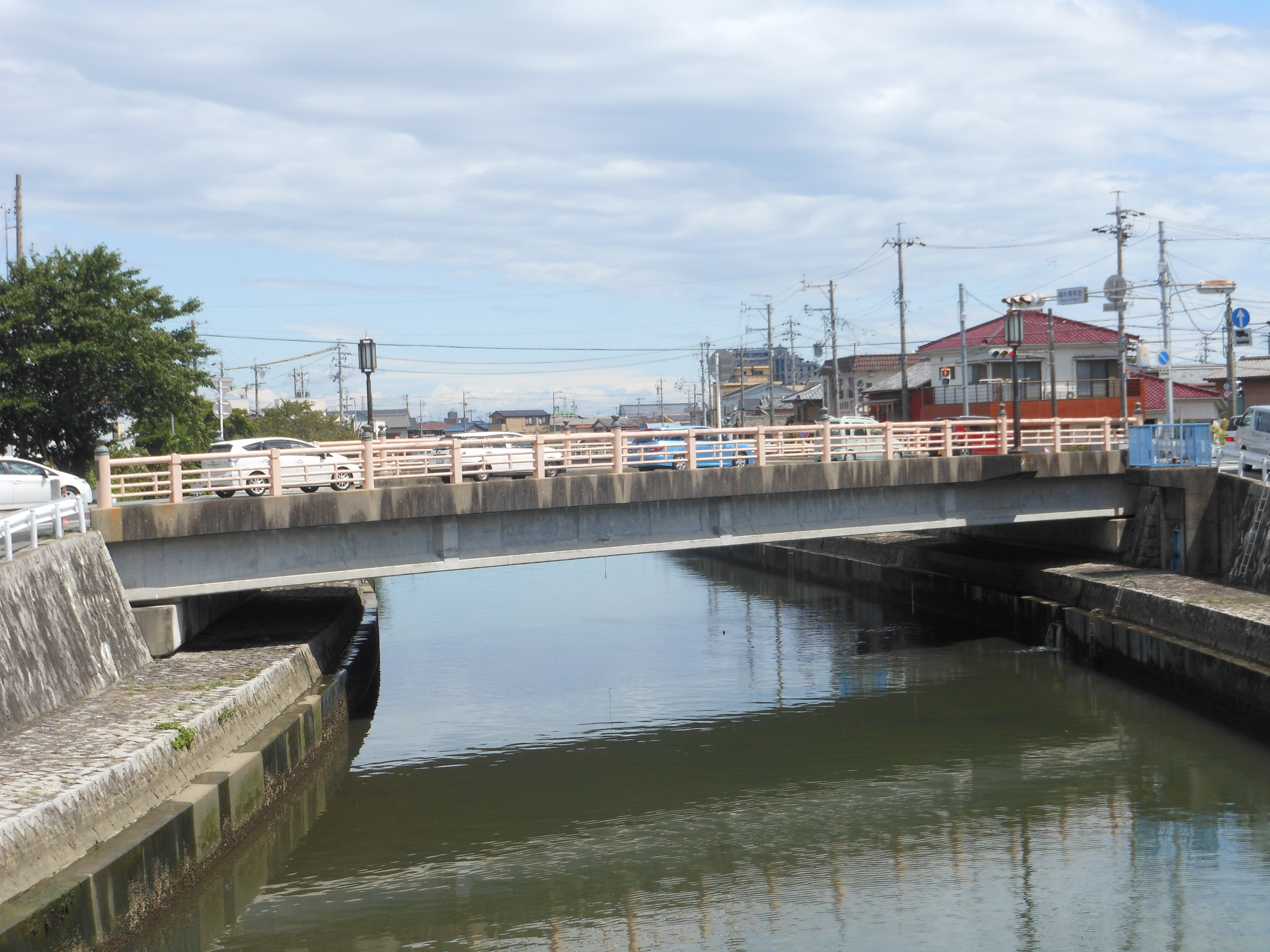
錦水橋と勢田川

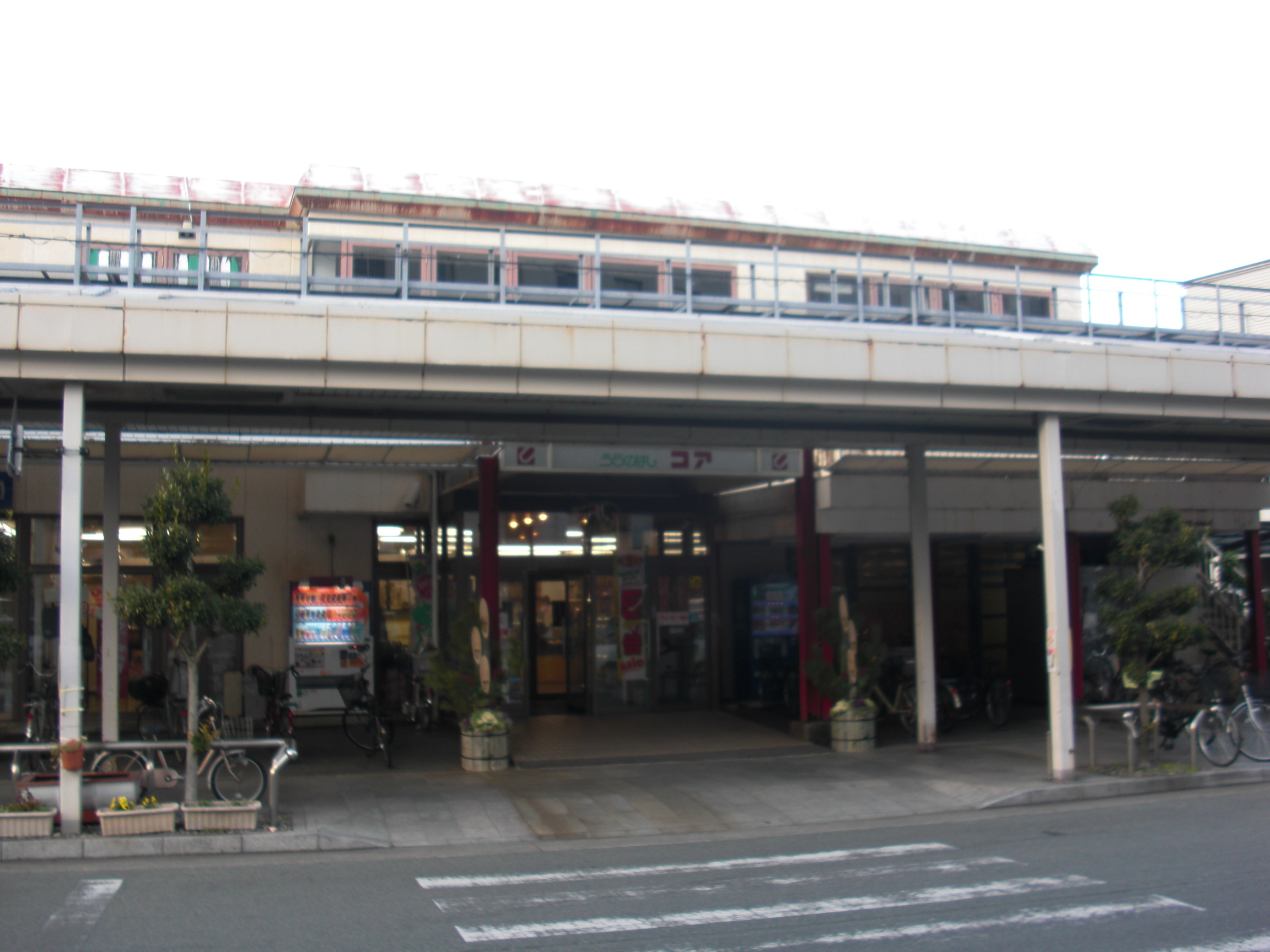
うらのはし商店街

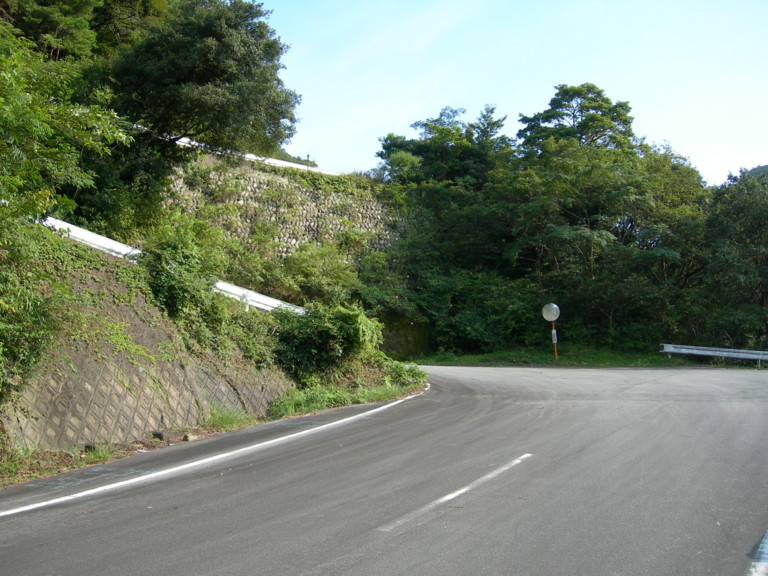
野見坂峠・度会町側

錦水橋（きんすいばし）
宮川水系の一つ、勢田川に架かる全長36.7m、幅16mの橋。欄干に12基の擬宝珠が付いている。橋の西詰に同名の焼き肉店がある。「御幸道路」と呼ばれる区間にある。
筋向橋（すじかいばし）
かつて伊勢神宮への参詣道であった伊勢本街道と伊勢参宮街道が合流したところにある、宮川支流の清川に架かる橋。1928年（昭和3年）にコンクリート橋化、1970年（昭和45年）に暗渠（あんきょ）となった。 近隣にうらのはし商店街がある。
飛瀬浦橋
一之瀬川と宮川の合流点付近にある橋。南詰に信号機が設置されている。
新野見坂トンネル
度会町と南伊勢町の境をなす野見坂にあるトンネル。2001年（平成13年）12月開通。かつて、本線の一部であった「野見坂トンネル」が本トンネルの上部を通っている。
野見坂南トンネル
新野見坂トンネルのすぐ南にある。

### 利用状況
交通量
| 地点               | 平日12時間        | 平日24時間        |
| 地点               | 2005年度⇒2010年度 | 2005年度⇒2010年度 |
| 伊勢市神田久志本   | 7,528台⇒ 7,095台  | 9,184台⇒ 9,507台  |
| 伊勢市岩渕二丁目   | 15,991台⇒12,700台 | 19,509台⇒17,018台 |
| 伊勢市大倉町       | 7,444台⇒ 6,607台  | 9,110台⇒ 8,004台  |
| 度会郡度会町川口   | 4,698台⇒ 5,444台  | 6,154台⇒ 7,132台  |
| 度会郡度会町南中村 | 2,174台⇒ 2,084台  | 2,848台⇒ 2,730台  |

## 地理

### 通過する自治体
- 伊勢市
- 度会郡
  - 度会町
  - 南伊勢町

### 交差する道路
- 国道23号（起点）
- 三重県道37号鳥羽松阪線 御幸道路（伊勢市神田久志本町）
- 三重県道102号伊勢二見線（伊勢市神久）
- 伊勢市道外宮参道線
- 三重県道32号伊勢磯部線 御木本道路（伊勢市本町）
- 三重県道719号伊勢路伊勢線（伊勢市津村町）
- 三重県道169号玉城南勢線 サニーロード（伊勢市円座町）
- 三重県道65号度会玉城線（度会郡度会町川口）
- 三重県道721号度会南勢線（度会郡度会町脇出）
- 三重県道151号度会大宮線（度会郡度会町南中村）
- 国道260号（終点）

### 沿線
伊勢市
| - 三重県立宇治山田商業高等学校 - 伊勢学園高等学校 - 伊勢市生涯学習センター（いせトピア） - 三重県立伊勢まなび高等学校 - 伊勢市立倉田山中学校 - 三重県立伊勢高等学校 - 伊勢警察署 - アイティービー本社：ケーブルテレビ局 | - 伊勢市消防本部 - 隠岡遺跡 - 伊勢郵便局 - 近鉄山田線・鳥羽線 宇治山田駅 - 津地方裁判所伊勢支部・伊勢簡易裁判所 - 伊勢市役所 - 伊勢公共職業安定所（ハローワーク伊勢） - 伊勢税務署 - 伊勢外宮前郵便局 | - 伊勢神宮外宮 - NTT伊勢志摩ビル - 三重県立宇治山田高等学校 - 勢田川排水機場 - 済美学院 - 大倉うぐいす台 - 川原神社 - 伊勢市立佐八小学校 - 園相神社 - 日本特殊陶業株式会社伊勢工場 |

度会町
- 小川郷神社
- 一之瀬公民館